# ラーマ2世
ラーマ2世（タイ語: รัชกาลที่ ๒）は、チャクリー王朝の第2代のシャム国王。プッタルートラーナパーライ（タイ語: พุทธเลิศหล้านภาลัย, ラテン文字転写: Buddha Loetla Nabhalai）とも呼ばれる。『清史稿』は鄭仏、『大南寔録』は昭六書（Chiêu Lục Thư）と呼ばれる。

## 生涯
ラーマ1世の息子で、幼名をチムと言った。1782年（タイ仏暦2345年）にラーマ1世が即位するとクロムルワンイッサラスントーン王子の名を得た。その後タイの仏教の伝統に則って出家した。1806年（タイ仏暦2349年）の副王の死によって自身が副王になり、皇太子となった。1809年（タイ仏暦2352年）に父王が崩御ため王に即位した。治世の前半はたびたびビルマが攻めてきたが、後半ではビルマがイギリスに占領され、攻めてこなくなったため、国内の整備などを行った。
タイの文豪の一人にも数えられる。文学面での功績は大きいが、ブンナーク家などの貴族に内政を委ねていたので、政治的にはあまり実権を持たなかった。

## 人物

### 武人の一面
- 即位前は父王、ラーマ1世に連れ添われて、戦乱にでていくことが多かったため、戦争も比較的得意だったとされる。
- 即位後には侵攻してきたビルマ軍を破った。
- 1813年にはカンボジアがベトナムと手を組んで反発。以降東部カンボジア以外の地域での支配力を失う。
- 現マレーシア・クダ州を占領しスルタンを廃止した。これが元でマレー半島での勢力拡大をねらっていたイギリス東インド会社との関係が悪化した。

### 文人の一面
- タイの詩聖スントーン・プーなどの詩人を保護し、貴族を集めて史の競作を行った。
- スントーン・プーやラーマ3世らとの共作・競作作品に『クン・チャーン=クン・ペーン』があり、タイを代表する文学の一つでもある。
- 自らも作詩した。代表作に『イナオ』、『サントーン』、などがある。
- ラーマ1世が破壊したワット・スタットの修復をしたときに門に彫刻を行った。

### 事績
- パトゥムターニーからモン族をサムットプラーカーンに強制移住させプラプラデーンの街を建設した。
- 国旗に白像とチャクラを置いたものを新たにデザインした。